# Elidir Fawr
Elidir Fawr és una muntanya d'Eryri, al nord de Gal·les, el cim més al nord del Glyderau. El seu nom significa 'Gran Elidir', que és el nom d'un llegendari rei guerrer del segle VI també conegut com Eliffer Gosgorddfawr, que significa "Elidir del Gran Exèrcit" en gal·lès.
Al nord del cim hi ha un petit llac anomenat Marchlyn Mawr, que és l'embassament superior de la central elèctrica de Dinorwig, una central hidroelèctrica amagada dins de la muntanya. L'aigua d'aquest llac flueix a través d'enormes túnels cap a l'embassament inferior Llyn Peris.
Des de Llanberis, la muntanya està dominada per les antigues pedreres de pissarra de Dinorwic i els residus que han deixat.

## Aproximació
És una caminada raonablement curta, però enfilada fins al cim, i es pot fer des del vessant Deiniolen o des de Nant Peris. La caminada des de Deiniolen ofereix vistes fins a Llanberis, mentre que l'aproximació de Nant Peris és curta i força costeruda. També es pot arribar al cim des d'Ogwen Cottage mitjançant una travessa de Y Garn i Foel-goch. La ruta fa la volta per la capçalera de Cwm Dudodyn fins a Bwlch y Brecan i fins al cim rocós d'Elidir Fawr.

## Galeria d'imatges

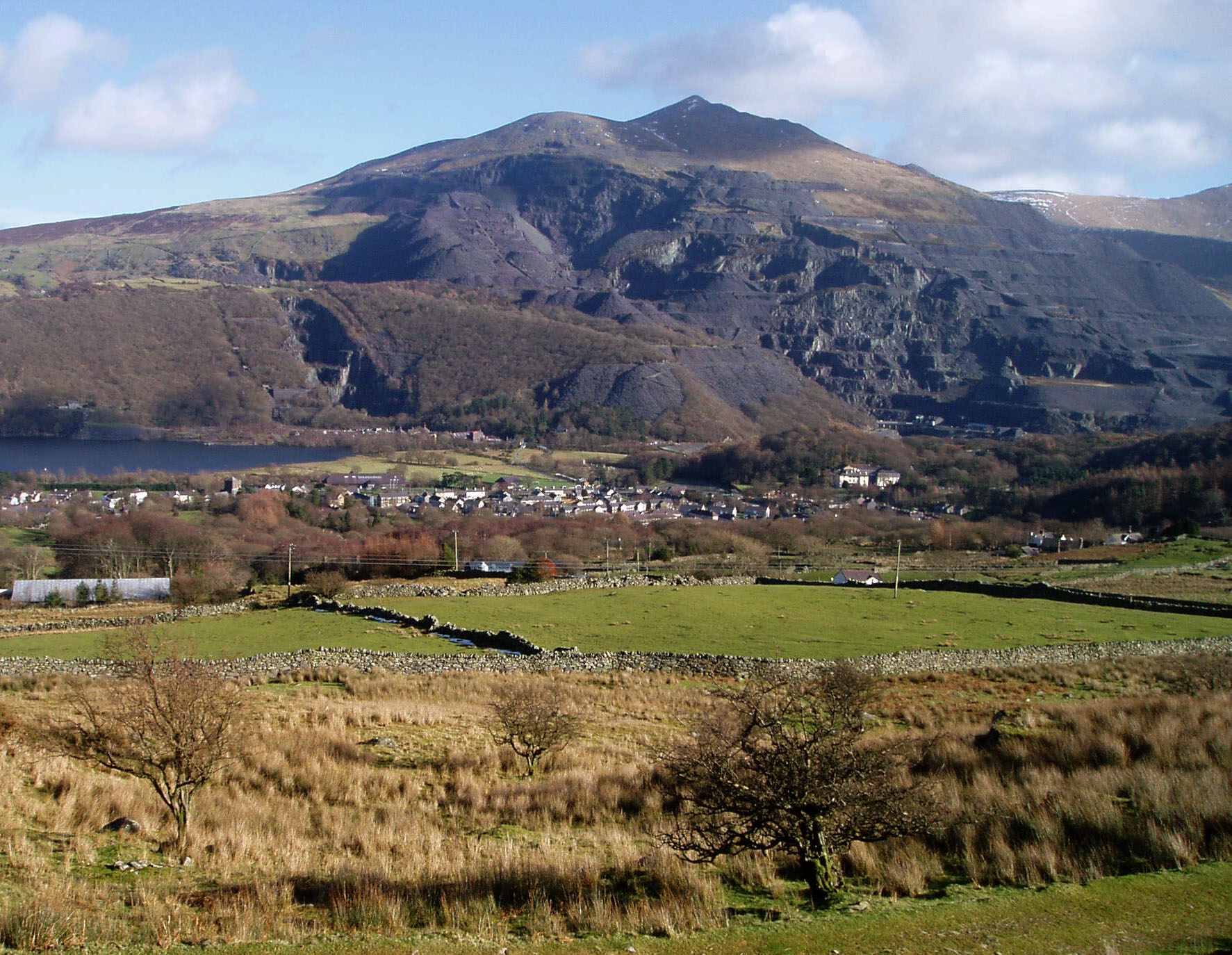
Elidir Fawr des dels vessants de Moel Eilio, amb la pedrera Dinorwic destacada a la seva cara sud-oest.